# Цацах
Цацах (чечен. Цацах) — село в Итум-Калинском районе Чеченской Республики. Входит в состав Тусхаройского сельского поселения. Ныне покинуто жителями.

## География
Село расположено на левом берегу реки Аргун, в 8 км к юго-западу от районного центра Итум-Кали.
Ближайшие населённые пункты: на северо-востоке — Батургу и Амкалой и Тусхарой, на северо-западе — заброшенные Тонгахой и Бечий, на юго-востоке — Шаккалой и Ведучи, на юго-западе — Люнки и Целахой.

## История
В 1944 году коренное население ЧИ АССР было выселено. После восстановления ЧИ АССР чеченцам было запрещено селиться в своих исконных районах: Галанчожском, Шатойском и Итум-Калинском.

## Население
| 2010 |
| ---- |
| 0    |